# Praktica LLC

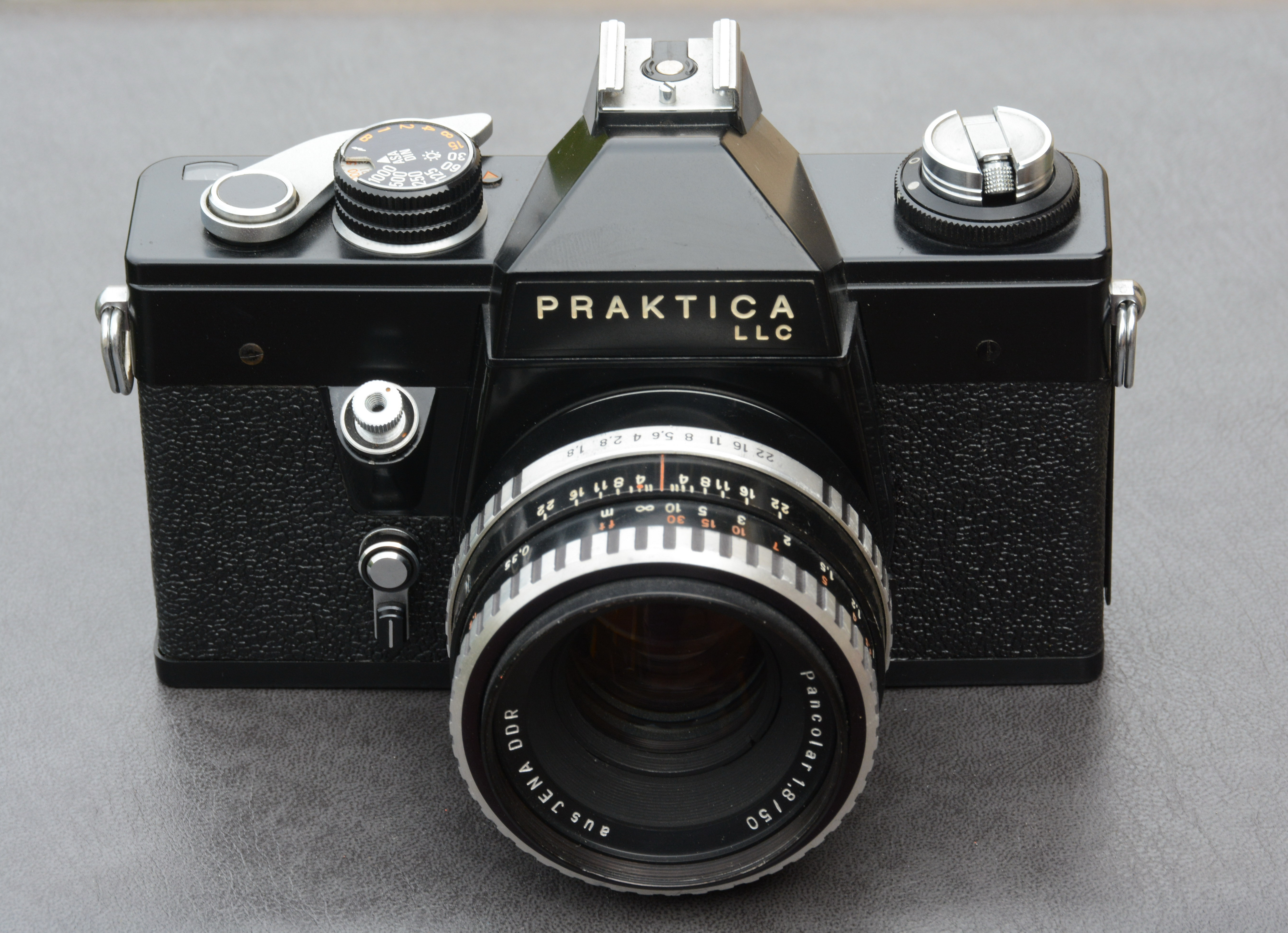
Praktica LLC Kleinbildspiegelreflexkamera mit Objektiv Pancolar 1:1,8/50mm

Die Praktica LLC ist eine Spiegelreflexkamera aus der Praktica-Serie des Herstellers Kombinat VEB Pentacon aus Dresden.
Sie gehört zu den Modellen der L-Serie und wurde vom Dezember 1969 bis zum Dezember 1975 gefertigt. Die Kamera war die erste einäugige Spiegelreflexkamera (SLR) der Welt mit TTL-Belichtungsmessung bei Offenblende und elektrischer Blendenwertübertragung. Konstrukteur war Rolf Noack. Die Kamera wurde 176.697-mal gefertigt. Das erste L im Namen steht für Stahl-Lamellenschlitzverschluss, LC für Licht-Konzentrator (light concentrator). Diese Kamera wurde in hochwertiger Ausführung als Hanimex Practica TTL auch für den Export hergestellt.

## Ausstattung

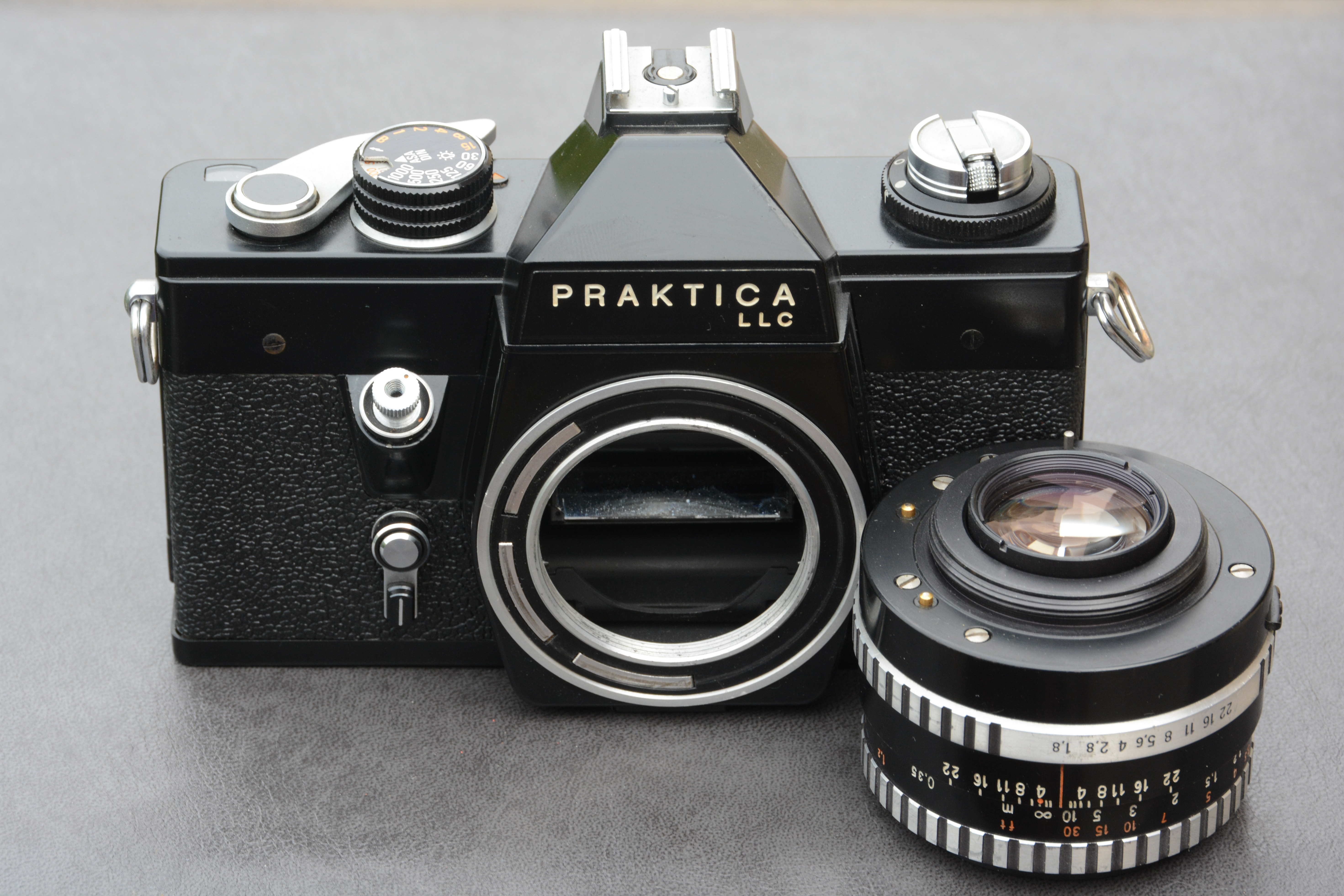
Praktica LLC mit abgenommenem Objektiv Pancolar 1:1,8/50mm: Blendenautomatik-Kontakte sichtbar

- Mögliche Belichtungszeiten: B (beliebig), 1/1, 1/2, 1/4, 1/8, 1/15 1/30, 1/60, 1/125, 1/250,1/500, 1/1000 Sekunden
- Objektiv Pancolar 1,8/50 electric des VEB Carl Zeiss Jena, 1969
- Schraubgewinde M 42 × 1
- vertikal arbeitender, mechanischer Stahllamellenschlitzverschluss
- Rückkehrspiegel mit fast ununterbrochener Bildbeobachtung
- Pentacon Schnellladesystem für das Filmeinlegen
- mechanischer Selbstauslöser
- matt verchromter Kamerakörper oder (seltener) schwarz
- Batterie Typ 4,5 V PX21 Alkalizelle (z. B. VARTA V21 PX)